# Dinky Toys
Dinky Toys var en brittisk tillverkare av leksaksbilar gjutna i metall. Leksaksbilarna introducerades i december 1933 av det Liverpool-baserade brittiska företaget Meccano Ltd. men det dröjde till april 1934 innan de började säljas under varumärket Meccano Dinky Toys. De presenterades i aprilnumret av Meccano Magazine 1934.
 Produktionen började ungefär samtidigt vid fabrikerna i Liverpool i England och Bobigny i Frankrike. Bilarna var från början avsedda som tillbehör till Hornbys järnvägsmodeller, som ju tillverkades av Meccano, men blev 1934 enskilda produkter. Produktionen upphörde i samband med andra världskriget, men återupptogs 1946 sedan man 1945 åter börjat sälja av lagren av bilar som producerats före kriget. Dinky Toys kvalitet förbättrades efterhand och populariteten ökade. På 1960-talet gick man över till en något större modell, 1:35 i stället för 1:43. En mindre variant, Mini-Dinky Toys introducerades 1968 med tillverkning i Hong Kong. Tillverkningen i Storbritannien och Frankrike upphörde i slutet av 1970-talet och flyttade då över till Spanien och Hong Kong.